# 303

## Събития
- 23 февруари – Начало на Диоклециановите гонения срещу християните в Римската империя.

## Починали
- Пантелеймон, християнски великомъченик и светия
- 23 април – Георги Победоносец, римски мъченик